# Danny Williams
Danny Williams (7 de janeiro de 1942 — 6 de dezembro de 2005) foi um cantor sul-africano. Nascido em Porto Elizabeth, venceu um concurso de talentos aos 14 anos, entrando para um grupo que excursionava em seu país sob o nome de Golden City Dixies. O show foi para Londres em 1959, onde Williams impressionou Normal Newell da EMI, que assinou com ele pouco depois um contrato de gravação.
Williams passaria grande parte de sua vida no Reino Unido, onde emplacou alguns singles nas paradas musicais britânicas, incluindo uma versão de "Moon River", que chegou ao 1° lugar da UK Singles Chart em 1961.
Morreu em 2005 aos 63 anos, em decorrência de um câncer de pulmão.